# Whip It!
Whip It! is een Amerikaanse film uit 2009 onder regie van Drew Barrymore. De film is gebaseerd op het boek Derby Girl van Shauna Cross, die ook meewerkte aan de filmbewerking.

## Verhaal
Bliss Cavendar is geen typische tiener. Desondanks wil haar moeder dolgraag dat ze meedoet aan missverkiezingen en een voorbeeldige dochter is. Bliss kan niet voldoen aan haar verwachtingen en loopt weg van huis. Ze wordt lid van een rollerderby-team en gaat helemaal op in het spel, terwijl haar persoonlijke problemen zich blijven ophopen.

## Rolverdeling
| Acteur            | Personage            |
| ----------------- | -------------------- |
| Ellen Page        | Bliss Cavendar       |
| Marcia Gay Harden | Moeder van Bliss     |
| Alia Shawkat      | Pash                 |
| Landon Pigg       | Oliver               |
| Kristen Wiig      | Malice in Wonderland |
| Juliette Lewis    | Iron Maven           |
| Zoë Bell          | Bloody Holly         |
| Drew Barrymore    | Rolschaatser         |
| Jimmy Fallon      | MC                   |
| Ari Graynor       | Eva Destruction      |
| Eve               | Rosa Sparks          |
| Eulala Scheel     | Shania Cavendar      |

## Productie
In 2007 werd Shauna Cross' boek Derby Girl gepubliceerd. Actrice Drew Barrymore las het boek en wilde het onmiddellijk verfilmen. In december 2007 werd bekendgemaakt dat Barrymore haar regiedebuut zou maken met de filmbewerking. Een verschil met het boek werd hierbij meteen onthuld. Er werd gezegd dat de film zich in Austin zal afspelen, terwijl het boek zich afspeelde in het middenwesten. Schrijfster Cross vertelde in een interview dat er veel filmprojecten over rolschaatsen aan het circuleren waren, voordat Barrymore op het idee van een Derby Girl-bewerking kwam.
Cross suggereerde in het interview dat Ellen Page de hoofdrol zou spelen, maar dit werd pas op 15 januari 2008 bevestigd. Page accepteerde de rol en vertelde 'niet te kunnen wachten om samen te werken met Barrymore, aangezien ze zichzelf constant bewijst als artieste'. Op 29 juni 2008 werd ook bekendgemaakt dat Marcia Gay Harden, Kristen Wiig, Juliette Lewis en Zoë Bell ook toegevoegd zijn aan de acteurs.
De opnames begonnen op 26 juli 2008 op locatie in Michigan, Detroit en Washtenaw County. Op 19 augustus 2008 werden ook Jimmy Fallon, Alia Shawkat en Eve nog bevestigd als acteurs.